# گالا پلاچیدیا

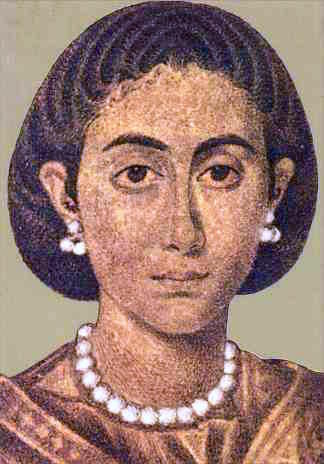

آئلیا گالا پلاچیدیا (به لاتین: Aelia Galla Placidia) یک آگوستای رومی، فرزند امپراتور تئودوسیوس یکم و همسر دوم او، گالا، بود.
او خواهرزاده دو امپراتور، دختر یک امپراتور، خواهر دو امپراتور، همسر یک پادشاه و یک امپراتور، مادر یک امپراتور و عمه یکی دیگر و والاترین بانو بود. او ابتدا پس از غارت رم (۴۱۰) در میان ویزیگوت‌ها به اسارت گرفته شد و بعد ملکه آنان شد؛ ازدواج او با آتولف و تولد پسرشان به‌نام تئودوسیوس بخشی از یک برنامه سیاسی برای ایجاد روابط نزدیک میان بربرها و رومیان بود، امّا مرگ پسرک و شوهرش به این شانس پایان دادند.
گالا با امپراتور کنستانتیوس سوم وصلت کرد، کسی‌که بهترین ژنرال و همکار برادرش یعنی امپراتور هونوریوس بود، امّا مرگ او هم منتج‌به سرد شدن فوری روابط او با امپراتور شد و گالا ناچار شد با دو پسرش به کنستانتینوپل بگریزد و به دربار برادرزاده‌اش تئودوسیوس دوم پناهنده شود. با مرگ هونوریوس، یک غاصب به‌نام یوآنس به تاج‌وتخت امپراتوری روم غربی رسید، امّا گالا با کمک ارتش روم شرقی به غرب بازگشت و غاصب مزبور را خلع و پسر بسیار جوان خود، والنتینیان سوم، را به سلطنت روم غربی نشاند و خود نایب‌السلطنه او شد.
در دوازده سالی که به‌عنوان نایب‌السلطنه بر روم غربی حکمرانی کرد، گالا می‌بایستی برخورد و تضاد میان سه ژنرال نیرومند و متنفذ یعنی فلیکس، بونیفاکیوس، و آئتیوس را هدایت می‌کرد. پس از آنکه نفر آخر در این مجادلات پیروز شد، گالا با مقاصد او مبنی‌بر تأثیرگذاری بر والنتینیان ممانعت کرد.
سال‌های پایانی با مشخصهٔ مدیریت کردن دختر یاغی‌اش هونوریا و نیز مشغولیّت به امور دینی همراه بودند: وی یک مسیحی پُرحرارت بود و نسبت‌به آخرین بقایای پاگانیسم سر ناسازگاری داشت.